# Фредерік Тобен
Фредерік Тобен — (2 червня 1944, Ядерберг, округ Везермарш, Німеччина — 29 червня 2020) — австралійський історик-ревізіоніст, директор та засновник Інституту Аделаїди, доктор філософії.
Відомий, зокрема, зробленою у ході Міжнародної тегеранській конференції «Огляд голокосту: глобальне бачення» (2006) заявою про те, що в Освенцимі нацистами було знищено «не мільйони в'язнів, а всього лише близько двох тисяч осіб».

## Біографія
Фредерік Тобен народився в сім'ї фермера в 1944 у в місті Ядерберг, Північна Німеччина.
У 1954 році вся його сім'я переїхала до  Австралії. Саме в Австралії в Мельбурнському університеті Фредерік отримав вищу освіту. Потім він навчався в Новій Зеландії (Веллінгтон) і в Німеччині (Гейдельберг, Штутгарт, Тюбінген).
Тобен займався викладацькою діяльністю. Він викладав філософію і літературу в Австралії, Нігерії та Зімбабве. В 1993 у був призначений на посаду директора Інституту Аделаїди. Саме на цій посаді Фредерік посилено зайнявся дослідженням Голокосту.
В 1999 у відбував термін у в'язниці Мангейму у Німеччині за «заперечення Голокосту».
В 2005 в інтерв'ю на іранському державному телебаченні він виказав переконання, що «Ізраїль заснований на брехні Голокосту».